# Im Ji-eun
Im Ji-eun (27 de febrero de 1973) es una actriz surcoreana .

## Filmografía

### Series
| Año  | Título                                  | Rol            | Red  |
| ---- | --------------------------------------- | -------------- | ---- |
| 2000 | Pardon                                  | Go Joo-hee     | SBS  |
| 2001 | Flower Story                            | In-ae          | KBS1 |
| 2001 | Everyday With You                       | Yoo Sun-mi     | MBC  |
| 2002 | Golden Wagon                            | Hwang Yoo-jung | MBC  |
| 2002 | Let's Get Married                       | Moon Yeo-kyung | KBS2 |
| 2002 | Inspector Park Mun-su                   | Lee Yeon-hee   | MBC  |
| 2003 | A Problem at My Younger Brother's House | Park Mi-ri     | SBS  |
| 2004 | My Hidden Love                          | Park Chan-joo  | MBC  |
| 2004 | The Age of Heroes                       | Kang Hye-young | MBC  |
| 2005 | Pharmacist Kim's Daughters              | Kim Yong-bin   | MBC  |
| 2005 | Recipe of Love                          | Baek So-ra     | MBC  |
| 2006 | Rude Woman                              | Kim Eun-young  | MBC  |
| 2008 | Birth of a Newly Married Couple         | Eun-jeong      | KBS2 |
| 2008 | Painter of the Wind                     | Reina Jeongsun | SBS  |
| 2008 | White Lies                              | Hong Na-kyung  | MBC  |
| 2010 | Master of Study                         | Lee Eun-yoo    | KBS2 |
| 2010 | Three Sisters                           | Kang Mi-ran    | SBS  |
| 2010 | The President                           | Oh Jae-hee     | KBS2 |
| 2011 | Brain                                   | Hong Eun-sook  | KBS2 |
| 2012 | The Moon and Stars For You              | Park Na-rae    | KBS1 |
| 2012 | Big                                     | Kang Hee-soo   | KBS2 |
| 2013 | A Tale of Two Sisters                   | Choi Il-young  | KBS1 |
| 2014 | Cunning Single Lady                     | Wang Ji-hyun   | MBC  |
| 2014 | Drama Special "The Dirge Singer"        | Do-hwa         | KBS2 |
| 2014 | Make Your Wish                          | Jo Myung-hee   | MBC  |
| 2014 | The King's Face                         | Reina Uiin     | KBS2 |
| 2015 | Hello Monster                           | Hyun Ji-soo    | KBS2 |
| 2016 | My Mind's Flower Rain                   | Chun Il-ran    | KBS2 |
| 2016 | You Are a Gift                          | Kong Eul-sook  | SBS  |

### Cine
| Año  | Título                     | Rol              |
| ---- | -------------------------- | ---------------- |
| 1999 | Fly Low                    | Ju-kyeong        |
| 2000 | Vanishing Twin             | Jeong-hwa        |
| 2002 | Sympathy for Mr. Vengeance | hermana de Ryu   |
| 2002 | Family                     | novia de Dong-gu |
| 2007 | Going by the Book          | Kim Sung-mi      |
| 2007 | Girl Scout                 | Seong Hye-ran    |
| 2013 | Hwayi: A Monster Boy       | Young-joo        |

## Premios y nominaciones
| Año  | Premio           | Categoría                                               | Nominación      | Resultado |
| ---- | ---------------- | ------------------------------------------------------- | --------------- | --------- |
| 2002 | MBC Drama Awards | Mejor Actriz Revelación                                 | Golden Wagon    | Ganadora  |
| 2010 | SBS Drama Awards | Mejor Actriz de reparto de fin de Semana o Drama Diario | Three Sisters   | Ganadora  |
| 2010 | KBS Drama Awards | Mejor Actriz De Reparto                                 | Master of Study | Nominada  |